# Bisericile celor șapte concilii

## Terminologie
Noțiunea de "Biserică Ortodoxă Română" a apărut o dată cu autocefalia Bisericii Ortodoxe Române în 1925.
În anii 1950, La Prière des Églises de rite byzantin deosebește Bisericile auto-intitulate ortodoxe cu noțiunea de "Biserici de rit bizantin" și tot atunci apare în Franța o Biserică Ortodoxă de rit galic.
Kallistos Ware inaugurează expresia „Biserica celor șapte concilii”.

## Conținut
Creștinismul ortodox a apărut ca ramură a creștinismului în urma Marii Schisme (1054). Ramura estică a adoptat termenul de ortodoxie (dreaptă credință), în timp ce ramura apuseană a preferat să folosească termenul de catolic (biserică catolică, biserică universală).
Ortodoxia, la fel ca și celelalte confesiuni creștine, are la bază Vechiul și Noul Testament și arată omului drumul pe care acesta trebuie să îl urmeze pentru a se mântui. Ortodoxia recunoaște un același Dumnezeu Treimic, Tatăl, Fiul și Sfântul Duh, Întreit în Persoane, dar unic în ființă, Dumnezeu Atotputernic, Preexistent firii și complet Independent în raport cu orice, deosebindu-Se astfel fundamental de celelalte religii, în care dumnezeul / dumnezeii iau naștere într-un univers preexistent.
Ca ramură a creștinismului, ortodoxismul are la bază dragostea, căci Dumnezeu nu doar are dragoste, ci este însăși Iubirea, așa cum spunea teologul Christos Yannaras. Iubirea a fost propăvăduită și arătată prin fapte de Iisus Hristos, considerat una din cele trei persoane ale Sfintei Treimi, care s-a coborât la nivelul de om, și-a jertfit viața și a luat asupra lui păcatele oamenilor pentru a îi mântui de păcatul originar săvârșit de Adam și Eva. Prin vorbă și faptă el a arătat că se poate trăi în lume făcând Voia lui Dumnezeu („Acestea vi le-am grăit, ca întru mine pace să aveți. În lume necazuri veți avea; dar îndrazniți. Eu am biruit lumea. ”, Ioan 16,33) și a redus cele zece porunci, dificil de urmat, la doar două, dar care cuprind totul și care îl fac pe cel care le îndeplinește să le facă în mod automat și pe restul: iubirea de Dumnezeu și de aproapele („El i-a răspuns: Să iubești pe Domnul Dumnezeul tău, cu toată inima ta, cu tot sufletul tău și cu tot cugetul tău. Aceasta este marea și întâia poruncă. Iar a doua, la fel ca aceasta: Să iubești pe aproapele tău ca pe tine însuți. În aceste două porunci se cuprind toată legea și proorocii.”, Matei 22, 37-40).
Ortodoxia se bazează pe scrierile Bibliei, pe tradiție și pe trăirea vieții religioase în cadrul Bisericii, singurul loc în care Biblia poate fi corect înțeleasă. El acordă o mare importanță Sfintei Euharistii, eveniment în timpul căruia se retrăiește viața apostolică. 
Spre deosebire de el, catolicismul consideră că înțelegerea Bibliei se poate face și prin studiu individual.
În sfârșit, diversele curente protestante reduc toată învățătura lăsată nouă de Dumnezeu prin Iisus Hristos numai la Biblie („sola scriptura”). De asemenea, protestanții consideră că credința este o dovadă a faptului că ai fost deja ales de Dumnezeu, că din acest motiv nu ar mai putea greși în fața lui și că Dumnezeu nu ar mai putea să revină asupra alegerii făcute. Conform concepției protestante, simplul fapt de a crede în Dumnezeu este o dovadă că ai fost deja ales și de aceea credința singură este suficientă („sola fide”). Se ignoră astfel cerința facerii de fapte bune, cerință formulată în mod repetat de Iisus Hristos (un exemplu este pilda cu oile și caprele, care arată clar importanța faptei bune: „Când va veni Fiul Omului întru slava sa, și toți sfinții îngeri cu el, atunci va ședea pe tronul slavei sale. Și se vor aduna înaintea lui toate neamurile și-i va despărți pe unii de alții, precum desparte păstorul oile de capre. Și va pune oile de-a dreapta Sa, iar caprele de-a stânga. Atunci va zice Împaratul celor de-a dreapta Lui: Veniți, binecuvântații tatălui meu, moșteniți împărăția cea pregătită vouă de la întemeierea lumii. Căci flămând am fost și mi-ați dat să mănânc; însetat am fost și mi-ați dat să beau; străin am fost și m-ați primit; Gol am fost și m-ați îmbrăcat; bolnav am fost și m-ați cercetat; în temniță am fost și ați venit la mine. Atunci drepții Îi vor răspunde, zicând: Doamne, când te-am văzut flămând și te-am hrănit? Sau însetat și ți-am dat să bei? Sau când te-am văzut străin și te-am primit, sau gol și te-am îmbrăcat? Sau când te-am văzut bolnav sau în temniță și am venit la tine? Iar împăratul, răspunzând, va zice către ei: adevărat zic vouă, întrucât ați făcut unuia dintr-acești frați ai mei, prea mici, mie mi-ați făcut. Atunci va zice și celor de-a stânga: duceți-vă de la mine, blestemaților, în focul cel veșnic, care este gătit diavolului și îngerilor lui. Căci flămând am fost și nu mi-ați dat să mănânc; însetat am fost și nu mi-ați dat să beau; Străin am fost și nu m-ați primit; gol, și nu m-ați îmbrăcat; bolnav și în temniță, și nu m-ați cercetat. Atunci vor răspunde și ei, zicând: Doamne, când te-am văzut flămând, sau însetat, sau străin, sau gol, sau bolnav, sau în temniță și nu Ți-am slujit? El însa le va răspunde, zicând: Adevărat zic vouă: Întrucât nu ați făcut unuia dintre acești prea mici, nici mie nu Mi-ați facut. Și vor merge aceștia la osânda veșnică, iar drepții la viața veșnică.”, Matei 25, 31-46).
Un alt element ignorat de către ei este iubirea și acest lucru este important pentru că a crede în cineva nu înseamnă să îl și iubești. Cu alte cuvinte, credința nu implică automat iubirea, iubire cerută însă de Dumnezeu mereu, atât în Vechiul Testament, cât și în Noul Testament.
Între ortodoxie – pe de o parte – și catolicism și protestantism – pe de altă parte – există și alte deosebiri (a se vedea legăturile indicate în continuare). Vom menționa doar una: ortodocșii consideră că Biserica este formată din mulțimea credincioșilor – mădulare vii – al cărei cap este Iisus Hristos – Mirele. În acest context, Biserica, ca și clădire și ca organizare administrativă are un rol subordonat, de a sprijini viața duhovnicească a mulțimii credincioșilor conduse de „Păstorul cel bun”. 
Teritoriul românesc a fost și este un spațiu al celor însetați de a trăi după pilda lui Iisus Hristos. Conform istoricului Eusebiu, creștinismul ar fi fost adus în Dobrogea chiar de Sfântul Apostol Andrei, deci foarte de timpuriu. Prima mențiune scrisă privind martiriul unor creștini pe teritoriul românesc datează din anul 290 și se referă la doi martiri orientali, Epictet și Astion. Trăirea în spiritul învățăturii Mântuitorului a devenit însă mod de viață și pentru un mare număr de locuitori ai meleagurilor românești. Ca dovadă, Biserica Ortodoxă Română a canonizat mai mulți sfinți și martiri, ultimul dintre aceștia fiind Sfântul Cuvios Gheorghe de la Cernica (în 2005, fiind aniversat în trei decembrie). Dintre personalitățile cu viață duhovnicească înaltă săvârșiți din viață doar cu puțin timp în urmă se numără: Dumitru Stăniloae, unul dintre cei mai mari teologi ortodocși, Arsenie Boca, Constantin Galeriu, Ilie Cleopa și Nicolae Neaga.
Tot ca urmare a dorinței de a trăi cât mai în acord cu învățătura lui Iisus Hristos, unii credincioși au ales calea călugăriei. Raportat la populația țării, România are un număr impresionant de mănăstiri.
Referințe utile:
Site-ul Patriarhiei Române
Un site cu materiale foarte bune, numeroase și variate Arhivat în 1 ianuarie 2006, la Wayback Machine.
Site-ul mănăstirii Golia din Iași
Un site grecesc foarte bogat în lucrări
Un material bogat postat pe Wikipedia în limba engleză
Un alt site ortodox românesc cu materiale numeroase și deosebite
Site dedicat Părintelui Dumitru Stăniloae Arhivat în 12 mai 2009, la Wayback Machine.
Culegere bogată de texte patristice (în engleză)
Date utile, pe scurt Arhivat în 14 ianuarie 2006, la Wayback Machine.